# Dwadzieścia lat później
Dwadzieścia lat później (lub W dwadzieścia lat później) – powieść Aleksandra Dumasa. Druga część trylogii opowiadającej historię czterech przyjaciół: Atosa, Portosa, Aramisa i d’Artagnana. Powieść toczy się w latach 1648–49. Miejscem akcji jest Francja z Paryżem i różnymi miejscowościami oraz Anglia (Londyn i okolice).
Utwór po raz pierwszy został wydany w formie powieści w odcinkach od stycznia do sierpnia 1845. 

## Streszczenie
Francja, rok 1648. Nie żyją już Ludwik XIII i kardynał Richelieu. Ludwik XIV, następca tronu, jest niepełnoletni, więc władzę regencyjną sprawują królowa matka Anna Austriaczka i kardynał Jules Mazarin (właściwie Giulio Mazarini), Włoch, pierwszy minister i następca Richelieu (niektórzy historycy twierdzą, że Anna Austriaczka potajemnie wzięła z nim ślub). W kraju szaleje wojna domowa, tzw. Fronda. Mieszczanie ciemiężeni podatkami przez kardynała i królową wychodzą na ulice i walczą o swoje prawa. Wspomaga ich magnateria, która liczy na osłabienie władzy królewskiej. Na czele Frondy stoją książę Condé (Wielki Kondeusz) oraz książę de Beaufort. Mazarini rozwiązuje gwardię muszkieterów i gwardię kardynalską - obie zastępuje teraz gwardią muszkieterów królewsko-kardynalskich. Szuka do niej ludzi pewnych i na których można by polegać zawsze i wszędzie. Tymczasem Atos, Portos i Aramis powróciwszy do dawnych nazwisk (Atos - hrabia Olivier de La Fère, Portos - pan Christopher du Vallon i Aramis - kawaler Rene d’Herblay), rozkoszują się świętym spokojem. Jedynie porucznik d’Artagnan nadal wiernie służy królowej i oczekuje już długo awansu na kapitana. Liczy, że zdobędzie go wierną służbą.
Mazarini każe d’Artagnanowi sprowadzić pewnego więźnia z Bastylii. Jest nim przyjaciel d’Artagnana, hrabia Rochefort, człowiek z Meung. Rochefort poznaje muszkietera i cieszy się ze spotkania z nim. Następnie kardynał prosi więźnia, by polecił mu jakiś odważnych żołnierzy do gwardii. Hrabia poleca mu Atosa, Portosa, Aramisa i d’Artagnana, opowiadając o ich dotychczasowych przygodach. Po tej wizycie Rochefort ucieka z pomocą mieszczan. D’Artagnan zaś dostaje polecenie zwerbowania do gwardii swoich trzech przyjaciół. Problem w tym, że porucznik nie wie, gdzie oni są. 
D’Artagnan spotyka przypadkiem swego dawnego sługę, Plancheta, obecnie cukiernika i frondystę. Planchet opuścił służbę u d’Artagnana, by zostać żołnierzem i zdobyć stopień sierżanta, w czym pomógł mu Rochefort. Teraz jednak, jako cywil, Planchet jest ważną osobistością wśród buntujących się mieszczan i pomógł niedawno uciec Rochefortowi z niewoli. Uciekając przed strażą królewską, chowa się przypadkiem w mieszkaniu swego dawnego pana. Z radości postanawia mu pomóc w odnalezieniu trzech muszkieterów. Na razie wie tylko tyle, gdzie jest Bazin - sługa Aramisa. Jest on obecnie szwajcarem w kościele. Bazin kłamie jednak przed d’Artagnanem, że nie wie, gdzie jest jego pan. D’Artagnan spotyka przypadkiem w kościele Rocheforta, który opowiada mu o swoim planie dokuczenia Mazariniemu. 
Muszkieter i cukiernik śledzą Bazina i omal nie giną z ręki męża kobiety, z którą romansuje ostatnio Aramis. Sam Aramis (obecnie opat d’Herblay z zakonu jezuitów) ukrywał się na drzewie. Spotkawszy przyjaciół, zabiera ich do swej siedziby, ale nie zgadza się wstąpić do gwardii, wskazuje jedynie miejsce pobytu Portosa. D’Artagnan i Planchet odwiedzają Portosa, który teraz owdowiał i nudzi się w swej posiadłości. Tym chętniej zgadza się wstąpić do służby, zwłaszcza że d’Artagnan nęci go możliwością zostania baronem. Następnie d’Artagnan odwiedza Atosa (adres wskazał mu Portos), który teraz spędza czas na wychowywaniu swego syna, wicehrabiego Raula de Bragelonne. Młody Raul przyjaźni się z siedmioletnią Luizą de la Vallière, w której kiedyś się zakocha. Atos odmawia wstąpienia na służbę, a po wyjeździe d’Artagnana szybko wyjeżdża z Raulem do Paryża, gdzie prezentuje chłopaka księżnej de Chevreuse, jego matce (nie wyjawiając chłopcu, kim ona dla niego jest, ale mówiąc księżnej, kim jest chłopak). 
D’Artagnan, Portos i jego wierny sługa oraz intendent Mousqueton wstępują do gwardii królewskiej. Tymczasem Grimaud, sługa Atosa, zostaje wysłany przez swego pana do zamku-twierdzy, gdzie jest przetrzymywany przywódca Frondy, książę de Beaufort. Książę szykuje swoją ucieczkę, pomaga mu w tym Rochefort przebrany za ogrodnika - kontaktuje się z księciem za pomocą piłek tenisowych, które de Beaufort przerzuca przez mur, zaś Rochefort odrzuca mu je z wiadomościami. Grimaud dostarcza księciu pasztet z ukrytą wewnątrz drabinką sznurową. Beaufort ucieka z więzienia. Anna Austriaczka i kardynał Mazarini wpadają w szał na wieść o ucieczce księcia de Beaufort. D’Artagnan i Portos ruszają za nim w pościg. Dopadają go, dochodzi do starcia pomiędzy nimi a frondystami, ale zaprzestają walki, gdy okazuje się, że wśród ludzi pomagających księciu w ucieczce są Atos i Aramis. Przyjaciele żegnają się w miarę ciepło i rozdzielają się. Następnego dnia Atos i Aramis spotykają się z Portosem i d’Artagnanem. Obie pary przyjaciół szczerzą na siebie zęby, w końcu jednak udaje im się dojść do porozumienia i złożyć przysięgę wiecznej przyjaźni.
Tymczasem Raul de Bragelonne podróżuje do Flandrii, by wstąpić do wojska razem ze spotkanym po drodze młodym hrabią de Guiche, któremu Raul uratował życie. Jedzie za nim Grimaud wysłany przez Atosa. Po drodze Raul i młody de Guiche ratują z rąk zbójów kata z Bethune. Ten jednak jest ciężko ranny - młodzi przyjaciele wzywają mu księdza. Ksiądz, o dość podejrzanej fizjonomii, niechętnie przystępuje do wysłuchania spowiedzi kata. Jego zainteresowanie jednak bardzo wzrasta gdy dowiaduje się, że sumienie umierającego obciąża zbrodnia zabójstwa dokonanego na niejakiej Anne de Bueil, czyli milady de Winter. Okazuje się, że ów fałszywy ksiądz to w rzeczywistości John Franciszek de Winter, syn Milady i jej męża (starszego lorda de Winter, który zmarł otruty przez nią). Poznawszy szczegóły egzekucji swej matki oraz nazwisko jednego z jej morderców (młodszego lorda de Winter), zabija kata sztyletem i ucieka. Śledzący Raula Grimaud zawraca z drogi i przybywa do Atosa, Portosa, Aramisa i d’Artagnana, którzy właśnie spotykają się potajemnie i spędzają miło czas tak, jak w dawnych czasach. Wierny sługa ostrzega ich o niebezpieczeństwie ze strony syna Milady.
W Anglii trwa rewolucja. Król Karol I toczy walkę z rebeliantami Olivera Cromwella, który odnosi szereg kolejnych zwycięstw. Król chroni się w Szkocji w towarzystwie wiernej szlachty, a królowa Anglii i najstarsza córka uciekają do Francji. Karol I szuka wiernych ludzi, którzy pomogą mu w walce. Pisze list do żony i córki, które ukrywają się w Paryżu pod opieką Anny Austriaczki. List dostarcza lord de Winter (stronnik króla). Rozmawiając o wiernych ludziach, przypomina sobie o czterech muszkieterach i postanawia ich sprowadzić. Jednocześnie Cromwell wysyła list z prośbą do Mazariniego, by nie wspierał króla Anglii. List do kardynała dostarcza tajemniczy Mourdaunt. Po przekazaniu listu spotyka się on z lordem de Winter, który jest już w Paryżu. Okazuje się, że Mourdaunt to John Franciszek de Winter, który teraz pozbawiony tytułu przez Karola I jako syn ladacznicy i złodziejki przybrał pseudonim i mści się na mordercach swej matki. Lord poznaje chłopaka, który już często u niego bywał i mówił mu, że jest jego bratankiem (lord nie uwierzył mu, gdyż nie wiedział, że jego brat miał syna. Teraz jednak uwierzył, ale jest już za późno, by mógł naprawić swój błąd). Mourdaunt przysięga mu zemstę. Lord de Winter spotyka się z Atosem i Aramisem i werbuje ich do armii Karola I. Podczas podróży do Anglii obserwuje ich Mourdaunt, który z podsłuchanej rozmowy dowiaduje się, że ci dwaj Francuzi są zabójcami jego matki. 
W Paryżu trwają ciągle zamieszki. Wojska króla aresztują rannego w zamieszkach radnego miejskiego, pana Broussela. Człowieka tego omal nie stratował niedawno d’Artagnan, kiedy ścigał księcia de Beaufort. Radca powrócił do zdrowia, jednak mieszczanie zrobili demonstrację z powodu gwałtu dokonanego na jego osobie. Królowa wściekła każe aresztować radnego (pomaga im w tym Raul). Mieszczanie szturmują pałac w Luwrze, żądając uwolnienia Broussela. Królowa każe otworzyć do nich ogień, co tylko pogarsza sytuację. Wreszcie sam Mazarini nakłania Annę Austriaczkę do ustępstwa. Władczyni podpisuje, aczkolwiek niechętnie, akt ułaskawienia i Broussel wychodzi na wolność. Do Luwru przybywa książę de Condé (Ludwik II Burbon-Condé) wezwany przez królową, która nie chce tu zostać ani minuty dłużej, zwłaszcza że mieszczanie coraz częściej krzyczą, że nie pozwolą królowi opuścić miasta. Mazarini podejmuje próbę ucieczki z Paryża. Eskortują go d’Artagnan i Portos. Próba się powiodła (zatrzymał ich co prawda patrol frondystów, ale dowodził nimi Planchet, który rozpoznał muszkieterów i przepuścił ich), więc muszkieterowie przewożą po kolei cały dwór królewski. Wszyscy ukrywają się w Saint German. Ponieważ jednak w mieście nie ma zbyt wielu miejsc do spania, d’Artagnan i Portos kupują słomę i sprzedają je członkom dworu, za co dostają niemałą sumkę. Mazarini wysyła d‘Artagnana i Portosa, żeby jechali do Anglii. Mają tam wesprzeć wojska Cromwella i pomóc schwytać Karola I. Ich przewodnikiem i pomocnikiem ma być Mourdaunt. Atos i Aramis piszą do przyjaciół list, w którym ostrzegają ich przed Mourdauntem. 
Szkoci sprzedają ukrywającego się u nich Karola I, który na wieść o tym postanawia uciec. Odznacza wiernych Atosa, Aramisa i lorda de Winter, następnie korzysta z planu Atosa i zamienia się z lordem ubraniami (chcą w ten sposób zmylić pościg). Niestety, w pościgu bierze udział Mourdaunt, który rozpoznaje stryja i zabija go strzałem z pistoletu, król trafia do niewoli, tak samo jak Atos i Aramis, których złapali d’Artagnan i Portos. Mourdaunt zdobywa obietnicę Cromwella, że dostaje w posiadanie jeńców Atosa i Aramisa. Na szczęście d’Artagnan knuje plan ucieczki dla przyjaciół - wkłada koniowi iskrę do ucha, powoduje zamieszanie, co wykorzystują jego przyjaciele, by uciec (hasłem do ucieczki miał być okrzyk d’Artagnana: „O Jezu”). Plan powodzi się i Atos i Aramis wymykają się. D’Artagnan i Portos jadą za nimi niby to w pościgu, ale w rzeczywistości dołączają do nich. Atos chce ratować króla Karola I, więc pozostali postanawiają mu pomóc. Muszkieterowie (a także towarzyszący im Grimaud i Mousqueton) chcą porwać króla z obozu, zagadując strażników i grając z nimi w karty, co nie udaje się, gdyż pojawia się Mourdaunt z rozkazem odwiezienia króla natychmiast do Londynu. Rozpoznaje on muszkieterów, którzy muszą teraz salwować się ucieczką.
W Londynie ma miejsce proces króla, który kończy się wyrokiem śmierci poprzez ścięcie. Na procesie Atos krzyczy na sędziów, że są mordercami, co o mało nie kończy się dla niego i jego przyjaciół śmiercią. Czterej muszkieterowie w przebraniu robotników wynajmują się do budowy szafotu wewnątrz budynku, w którym siedzi uwięziony król. W ścianie budynku robią tunel, który ma pomóc im wydostać króla. Kończą budowę, ale tunelowi brakuje jeszcze otworu w celi - wykucie go zajmie kilka godzin. Pozbywają się więc kata i jego pomocnika. Niestety, nie opóźnia to egzekucji, gdyż jest ochotnik do ścięcia króla. Karol I idzie na śmierć. Przed egzekucją rozmawia z ukrytym pod szafotem Atosem i przekazuje mu wiadomość o skarbach ukrytych w zamku Newcastle. Chwilę później zostaje ścięty ze słowem „remember"(pamiętajcie) na ustach. Atos, Portos, Aramis i d’Artagnan szukają kata króla. Okazuje się nim być Mourdaunt. Osaczają go, ale dają szansę, jaką nie mogli dać jego matce - pojedynek. D’Artagnan walczy z Mourdauntem, co ten wykorzystuje, by uciec tajnym przejściem. Muszkieterowie chcą uciec do Francji na statku „Błyskawica”. Nie wiedzą, że statek jest załadowany beczkami z prochem i zgodnie z poleceniem Cromwella ma zostać wysadzony w powietrze wraz z Francuzami. Mourdaunt ukrywa się na statku i przypomina załodze o poleceniu. Muszkieterowie płyną po śmierć. Na szczęście wierni słudzy podsłuchują rozmowę załogi z synem Milady i uprzedzają swych panów. Podsłuchują ją przypadkiem, bowiem Grimaud poszedł nalać sobie wina z beczki, ale odkrył, że w kubku zamiast wina jest proch. Potem ukryty za beczkami usłyszał cały misterny plan syna Milady. Czterej muszkieterowie uciekają przygotowaną przez załogę szalupą z prowiantem. Statek wybucha, zdradziecka załoga ginie, Mourdaunt jednak przeżył, wskoczywszy do wody. Dopływa on teraz do szalupy i błaga muszkieterów, by go wciągnęli na pokład. Atos lituje się nad nim, lecz zdradziecki syn Milady próbuje go utopić, więc Atos zabija Mourdaunta sztyletem i wraca do łodzi. Przyjaciele wracają do Francji i rozdzielają się.
D’Artagnan i Portos zdają raport ze swych poczynań w Anglii, za co Mazarin skazuje ich na więzienie. Tymczasem Atos i Aramis trafiają do Paryża, gdzie spotykają się z wdową po Karolu I i jej córką. Wchodzą w konflikt z dwoma agentami kardynała (którzy rozsiewają plotki o ucieczce króla Anglii) i wyzywają ich na pojedynek. Frondyści szykują się do walki, wcześniej jednak wysyłają swoje żądania do królowej i kardynała, jednakże prośby ludu zostają odrzucone. Dochodzi do bitwy między wojskami królewskimi a frondystami. Obroną dowodzi książę de Beufort, a także Planchet, obecnie kapitan Planchet. Podczas bitwy Aramis zabija agenta, którego wyzwał, a także bierze do niewoli Raula. Atos przekonuje syna, by walczył po ich stronie. Bitwa kończy się wycofaniem wojsk frondystów z powrotem do miasta. 
Atos zjawia się u królowej i żąda uwolnienia przyjaciół. Zachowuje się prowokująco, więc Anna Austriaczka każe go aresztować, na co Atos tylko czekał. Hrabia de La Fere trafia do twierdzy więziennej, gdzie są zamknięci także d’Artagnan i Portos. Aramis i Raul na czele frondystów szykują się, by uwolnić przyjaciół. Okazuje się jednak, że d’Artagnan i Portos sami już sobie poradzili, obezwładniając strażników i przebierając się w ich mundury, a uciekając, porwali samego Mazariniego, który przybył ich odwiedzić. Muszkieterowie uwalniają z celi Atosa i przeskakują przez mur więzienia z cennym zakładnikiem. Niedaleko twierdzy natykają się na frondystów z Aramisem i Raulem na czele. Porywacze zabierają kardynała do zamku Portosa i wymuszają każdy swoje warunki: uznanie żądań Frondy Paryża (oprócz tego, że Mazarini poda się do dymisji i opuści kraj), tytuł barona dla Portosa, stopień kapitana dla d‘Artagnana, dowództwo pułku dla Raula. Królowa spełnia warunki, nadając także Atosowi Order św. Ducha i godność dowódcy pułku dla Raula de Bragelonne. Kardynał odzyskuje wolność, d’Artagnan i Portos odwożą królową, jej rodzinę i dworzan do Paryża. Dochodzi jednak do zamieszek. W obronie królowej d’Artagnan zabija niechcący przywódcę szturmującego tłumu – hrabiego Rocheforta, swego przyjaciela. Portos śmiertelni rani pana Bonascieux (męża Konstancji), który zdołał się jeszcze doczołgać do kościoła i przekazać nieuczciwie zarobione pieniądze młodego paryskiemu włóczędze. Atos i Aramis wracają do swych domów, Portos także odchodzi z wojska wraz z wiernym Mousquetonem. D’Artagnan zostaje jako kapitan przy królowej i kardynale. Wygasa pierwsza fala Frondy. Mieszczanie przestają walczyć z królem, arystokracja jednak bije się dalej, ale ostatecznie zostaje pokonana przez wojska Mazariniego w 1654 r. Wówczas to Fronda upada ostatecznie.

## Cechy utworu
Podobnie jak w Trzech muszkieterach, Dumas dosyć wiernie przedstawia obraz epoki rządów Anny Austriaczki, wyraźnie wskazując jednak swoje sympatie i antypatie. Obraz kardynała Mazarina jako intryganta i skąpca jest wyraźnie krzywdzący, podobnie jak w poprzednim tomie cyklu wizja kardynała Richelieu (który, notabene, w Dwadzieścia lat później przedstawiany jest w o wiele lepszym świetle). Opisując natomiast pełen intryg dwór, Dumas pokazał zarówno realia siedemnastowieczne, jak i rzeczywistość swoich własnych czasów. To samo dotyczy opisu Frondy. Dumas widział w 1830 budowanie ulicznych barykad i opisał te doświadczenia w obrazie ludowej mobilizacji w sierpniu 1648. Nie wyczerpał jednak problemu społecznego tła Frondy, wyraźnie stając po stronie monarchii, pod warunkiem, że będą to liberalne, oświecone rządy. 